# Црес (град)
Црес је град у Хрватској у Приморско-горанској жупанији. Према попису из 2011. град Црес је имао 2.879 становника. Град се налази на истоименом острву.

## Географија
Црес на северном крају добро заштићеног залива, на западној страни острва. У околини су најплоднији делови острва. Пропадање винограда на почетку 20. вијека убрзало је исељавање. Водовод из Вранског језера и модернизована уздужна цеста омогућили су туристичко валоризовање и препород града.
Старо језгро града збијено је унутар утврђеног простора. Очувани су делови зидина, врата и одбрамбене куле (обална кула са сатом). Касније се град ширио према југу и западу дуж обале. Паралелно са ширењем града уређивана је и лука.

## Историја
На мјесту данашњег града Цреса налазила се у праисторијска градина, касније античко утврђење (Crepsa). До доласка Хрвата Црес је настањен Либурнима, али постоје трагови грчке, римске и византијске прошлости.
У 9. вијеку Хрвати господаре цијелим острвом и уз повремене млетачке окупације, Црес је у саставу Хрватске до 1409. године. Црески статут датира из 1332. године. Најзнаменитија средњовјековна цреска личност је филозоф Фране Петрић.
До 1797. налази се под влашћу Венеције, од 1805. до 1814. под окупацијом је Француске, а након тога до 1918. у саставу Аустроугарске. Након Првог свјетског рата окупира га Италија, а након пропасти фашистичког режима 1943. године и краћег раздобља хрватске народне власти, Црес запосједа њемачка војска. У априлу 1945. Црес је коначно ослобођен и реинтегрисан у Хрватску и преко ње у Југославију.

## Град Црес
Град Црес, центар Општине Црес, је административна јединица која обухвата сјеверни и средишњи дио острва Цреса, док јужни дио потпада под град Мали Лошињ. Према попису из 2001. године, броји 2.959 становника. За вријеме Југославије, једно вријеме био је у саставу Општине Црес-Лошињ са сједиштем у Малом Лошињу.
На подручју општине Црес налазе се насеља: Порозина, Филозићи, Драгозетићи, Ивање, Свети Петар, Бели, Предошћица, Водице, Мераг, Црес, Лознати, Крчина, Валун, Подол, Лубенице, Збичина, Пернат, Орлец, Врана, Храста, Грмов, Стиван, Михолашћица, Мартиншћица, Видовићи.

## Археолошка налазишта
Црес је према предримском (илирском ?) топониму Crespa или {}, предантичко насеље, чему у прилог говоре околне зидине (Св. Бартоломеј и друге), са налазиштима из старијег гвозденог доба. У римско доба, у време најранијег Царства, можда већ за Августа, становници стичу грађанско право (ius Italicum), а насеље добија муниципалну организацију са дуумвирима на челу.
За цара Тиберија град добија важне управне и друге јавне зграде (curia porticus), можда и бедеме чији су остаци такође констатовани. Из ранохришћанског периода сачувани су остаци базилике (VI век) на локалитету Ловрешки.

## Куплтурно-историјски споменици
Најстарији споменици у граду, предроманички капители, датирају из VII—VIII века. Из средњег века је и црква Св. Сидра (Исидора) са раманичком апсидом. Већина уметничког инвентара потиче из XV и XVI века, ложа, тробродна црква с богатим порталом и пластиком, патрицијске палате, бројне готичка. У Цресу је локални музеј и лапидариј.

## Становништво
На попису становништва 2011. године, град Црес је имао 2.879 становника, од чега у самом Цресу 2.289.

## Попис1991.
На попису становништва 1991. године, насељено место Црес је имало 2.234 становника, следећег националног састава:
| Попис 1991.‍   | Попис 1991.‍  | Попис 1991.‍ | Попис 1991.‍ | Попис 1991.‍ |
| ------------- | ------------ | ----------- | ----------- | ----------- |
|               |              |             |             |             |
| Хрвати        | Хрвати       |             | 1.725       | 77,21%      |
| Срби          | Срби         |             | 120         | 5,37%       |
| Италијани     | Италијани    |             | 99          | 4,43%       |
| Југословени   | Југословени  |             | 71          | 3,17%       |
| Муслимани     | Муслимани    |             | 43          | 1,92%       |
| Албанци       | Албанци      |             | 22          | 0,98%       |
| Словенци      | Словенци     |             | 10          | 0,44%       |
| Мађари        | Мађари       |             | 4           | 0,17%       |
| Немци         | Немци        |             | 1           | 0,04%       |
| Словаци       | Словаци      |             | 1           | 0,04%       |
| Црногорци     | Црногорци    |             | 1           | 0,04%       |
| Чеси          | Чеси         |             | 1           | 0,04%       |
| остали        | остали       |             | 3           | 0,13%       |
| неопредељени  | неопредељени |             | 104         | 4,65%       |
| регион. опр.  | регион. опр. |             | 10          | 0,44%       |
| непознато     | непознато    |             | 19          | 0,85%       |
| укупно: 2.234 |              |             |             |             |